# Nyoma reali
Nyoma reali là một loài bọ cánh cứng trong họ Cerambycidae.